# ChemSite
Die im Ruhrgebiet in Nordrhein-Westfalen regional aufgestellte ChemSite (auch ChemSite-Initiative) verbindet Unternehmen, Hochschulen und Forschungseinrichtungen entlang der Wertschöpfungsketten im Bereich der Chemischen Industrie. Sie hat ihren Sitz bei der regionalen Wirtschaftsförderungsgesellschaft WiN Emscher-Lippe GmbH in Herten. Heute ist die Initiative als ChemSite e.V. organisiert.

## Geschichte
ChemSite startete im Jahre 1997 als öffentlich-private Partnerschaft, in der Partner aus der chemischen Industrie, dem Land Nordrhein-Westfalen, den Kommunen der Region, der Bezirksregierung in Münster sowie weiteren Partner aus Politik, Wirtschaft und öffentlicher Hand zusammenarbeiten. Grundlage bildete das im Ruhrgebiet vorhandene große Potenzial im Bereich der Chemischen Industrie, wie z. B. der Chemiepark Marl, die Erdöl-Raffinieren in Gelsenkirchen-Scholven und Horst, der Industriepark Rütgers in Castrop-Rauxel, der Industriepark Dorsten-Marl und das Technologiezentrum Marl. Am 17. Mai 2018 wurde aus der Initiative der ChemSite e.V. gegründet.

## Funktion
Unter der Dachmarke ChemSite bündelt die Initiative alle Chemie und Kunststoff relevanten Aktivitäten zur nachhaltigen Stärkung der Chemieregion Ruhrgebiet. Schwerpunkte der Arbeit sind:
- die Vermarktung der Chemieregion Ruhrgebiet mit ihren gewachsenen Chemie- und Industriestandorten,
- die Bildung von innovativen Netzwerken zwischen Unternehmen sowie Unternehmen und Wissenschaft,
- die Förderung der kleinen und mittleren Unternehmen sowie der Gründung von Unternehmen,
- die Verbesserung der Rahmenbedingungen für die Chemieindustrie und verwandte Industriezweige und
- die langfristige Sicherung eines ausreichenden Mitarbeiterpotenzials durch Aktivitäten zur Förderung der naturwissenschaftlich-technischen Bildung und Qualifizierung.

Zur Erreichung der Ziele führt ChemSite zum Beispiel Informationsveranstaltungen durch, vermittelt neue Geschäftskontakte und Kooperationen und plant den Aufbau nachhaltiger Strukturen. So ist ChemSite u. a. aktiver Partner des Netzwerks Oberfläche NRW. Als ein wesentliches Instrument hat die ChemSite-Initiative den Chemieatlas entwickelt. Er führt Unternehmen und Einrichtungen aus den Themenfeldern Chemische Industrie, Polymerchemie, Kunststoffverarbeitung, Oberflächentechnik, Biotechnologie, Infrastruktur sowie Forschung und Entwicklung auf.